# Satellite tethered

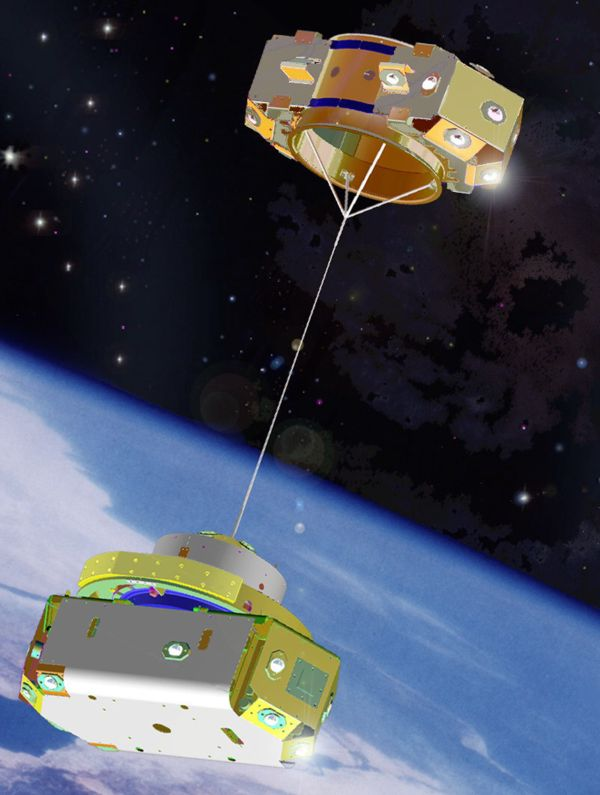
Disegno del satellite TiPs dello US Naval Research Laboratory. Nell'illustrazione viene visualizzata solo una piccola parte del cavo di 4 km.

Un satellite tethered è un satellite artificiale connesso ad un altro attraverso un sottile cavo detto tether. 
I primi studi sui sistemi tethered si devono a Mario Grossi (1972), con il contributo di ulteriori sviluppi da parte di Giuseppe Colombo.

## Descrizione e peculiarità
Dopo studi da parte della NASA, fu istituito un progetto a breve termine per lo sviluppo di un satellite con un cavo di 100 km. 
I satelliti tethered sono composti da tre parti:
- il satellite di base
- il cavo (o tether)
- il satellite ausiliario.

Prima del posizionamento, il satellite di base contiene quello ausiliario ed il cavo, inoltre può non essere un satellite vero e proprio, ma anche uno Shuttle, una Stazione spaziale o la Luna. Il cavo collega i due satelliti ed è costituito da un complesso materiale formato da rame e kevlar.
Durante la fase di elongazione, il satellite ausiliario viene rilasciato verso un corpo attrattivo, come la Terra. Successivamente le fasi di messa in stazione e la fase di ritrazione richiedono una difficoltà molto maggiore, poiché la dinamica è governata da un insieme di equazioni differenziali ordinarie e parziali, non lineari. I problemi che emergono sono:
- Dinamica del corpo rigido tridimensionale della stazione e del satellite ausiliario
- Oscillazioni del cavo di massa finita
- Spostamento del punto di aggancio del cavo dal baricentro della stazione spaziale
- Vibrazioni trasversali del cavo
- Forze esterne

## Missione TSS-1
Il Tethered Satellite System 1 (TSS-1) fu sviluppato dall'Agenzia Spaziale Italiana (ASI) e fu lanciato durante la missione STS-46, sullo Space Shuttle Atlantis, dal 31 luglio all'8 agosto 1992. In questa missione furono effettuate molte scoperte sulla dinamica dei sistemi tethered, anche se il cavo che teneva il satellite vincolato allo Shuttle si srotolò solo per 260 metri dei 20,7 km previsti, a causa di un problema tecnico causato da un bullone troppo sporgente. Tuttavia questa lunghezza fu sufficiente per studiare come rilasciare, controllare e recuperare il satellite. Questo tipo di sistemi si rivelò più facile da controllare e anche più stabile di quanto non era stato previsto.
Le tensioni e le correnti raggiunte furono troppo esigue per effettuare la maggior parte degli esperimenti, tuttavia furono effettuate molte misurazioni, tra cui le forze e le correnti indotte dal cavo e il comportamento degli elettroni che trasportano la corrente di ritorno.
In questa missione Shuttle partecipò per la prima volta un astronauta italiano, Franco Malerba. Principal Investigator della missione (Theoretical and Experimental Investigation of TSS Dynamics) fu lo scienziato italiano Silvio Bergamaschi, allievo ed erede culturale di Giuseppe Colombo.

## Missione TSS-1R
Fu il seguito della missione TSS-1 nel febbraio 1996, con il viaggio dello Shuttle (Columbia) STS-75.
Si è ipotizzato fosse stata una scarica elettrica a danneggiare e distruggere il cavo (prodotto dalla Lockheed Martin) che lo manteneva ancorato alla navicella Shuttle, perché le sollecitazioni meccaniche subite erano 10 volte minori di quelle per cui il cavo era stato progettato. La rottura avvenne vicino al rocchetto, quando la lunghezza era già di 19,7 km, cioè a 1 km dalla conclusione dello srotolamento.
Una volta tranciato il cavo, il TSS-1R vagò nello spazio e se ne persero le tracce.
A questa missione Shuttle parteciparono gli astronauti italiani Maurizio Cheli e Umberto Guidoni.

## TiPS
Il Tether Physics and Survivability Experiment (TiPS) era l'unico satellite tethered in orbita attorno alla terra. Fu lanciato nel giugno 1996 all'interno di un progetto dello US Naval Research Laboratory e rimase in funzione per oltre 10 anni, sino al luglio 2006. Il cavo era lungo 4 chilometri e i due satelliti collegati, chiamati "Ralph" e "Norton", potevano essere osservati da terra con l'uso di un binocolo o un telescopio.